# 陸軍准將

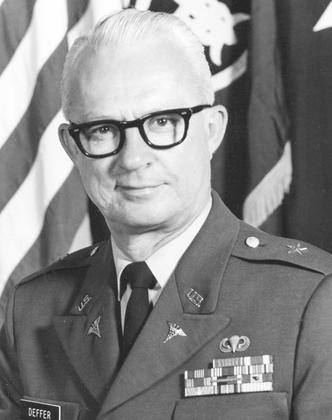
弗蘭克·托馬斯·米爾德倫（Frank Thomas Mildren）美國陸軍的四星級將軍，曾在1971年至1973年期間擔任盟軍陸地部隊東南歐的指揮官，在越戰期間，他曾擔任美國越軍副總司令。

陸軍准將是一種军衔或軍階，不同国家的陸軍准將所處的軍階級別並不一致。
在一些国家，陸軍准將是高于上校的高级军衔，可以指挥一个規模達到几千名士兵的旅。有些沒有設置或設置同等大校。而各國軍銜同為准將但是待遇可能不同。也作為士官存在，其用來表示小隊或團隊。

## 另見
- 各國比較軍銜列表